# Dyckia mitis
Dyckia mitis är en gräsväxtart som beskrevs av Alberto Castellanos. Dyckia mitis ingår i släktet Dyckia och familjen Bromeliaceae. Inga underarter finns listade i Catalogue of Life.